# Shāmbarakān
Shāmbarakān (persiska: شامبَرَكون, شامبَراكان, شامبراكان, Shāmbarakūn, شامبرکان) är en ort i Iran.   Den ligger i provinsen Kohgiluyeh och Buyer Ahmad, i den centrala delen av landet, 600 km söder om huvudstaden Teheran. Shāmbarakān ligger 711 meter över havet och antalet invånare är 193.
Terrängen runt Shāmbarakān är varierad. Runt Shāmbarakān är det ganska glesbefolkat, med 45 invånare per kvadratkilometer. Närmaste större samhälle är Cheram, 13,1 km norr om Shāmbarakān. Omgivningarna runt Shāmbarakān är i huvudsak ett öppet busklandskap.